# Auxey-Duresses

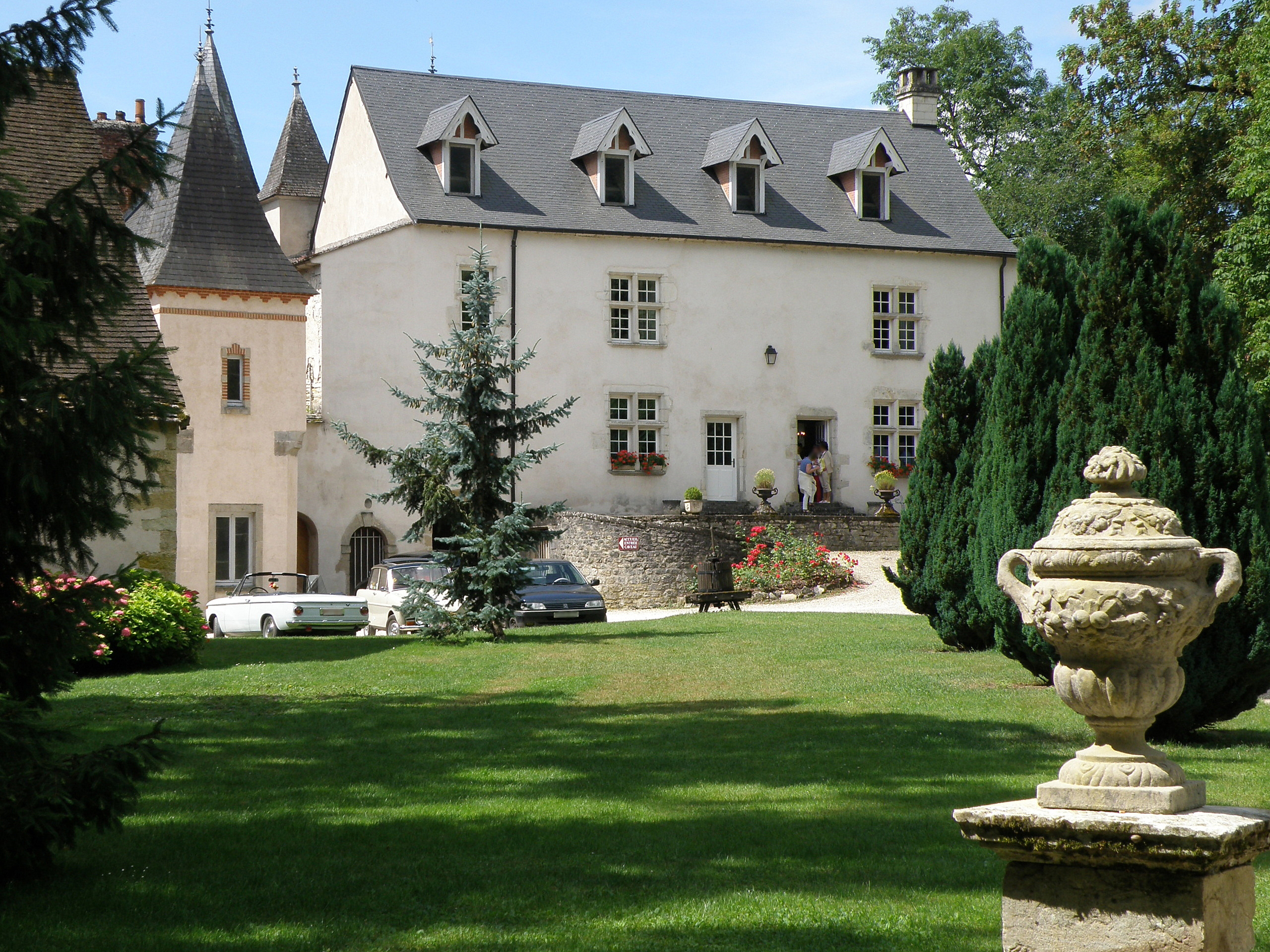
Schloss Melin

Auxey-Duresses ist eine französische Gemeinde mit 297 Einwohnern (Stand 1. Januar 2022) und einer Fläche von 11,09 km² im Département Côte-d’Or in der Region Bourgogne-Franche-Comté. Sie liegt im südlichen Teil der Côte de Beaune, westlich von Meursault, etwa acht Kilometer von Beaune entfernt, auf einer Höhe zwischen 245 und 482 m über dem Meer. Das Gemeindegebiet wird vom Flüsschen Cloux durchquert. Wegen seiner Weine ist Auxey-Duresses in Fachkreisen sehr bekannt.

## Geschichte
Bereits im 8. Jahrhundert hatte das Kapitel von Autun Einkünfte in Auxey-le-Petit.

### Bevölkerungsentwicklung
| Jahr                       | 1962 | 1968 | 1975 | 1982 | 1990 | 1999 | 2009 | 2016 | 2021 |
| Einwohner                  | 398  | 407  | 329  | 345  | 351  | 367  | 338  | 307  | 295  |
| Quellen: Cassini und INSEE |      |      |      |      |      |      |      |      |      |

## Weinbau in Auxey-Duresses
Die Gemeinde mit der gleichnamigen Appellation in der Nachbarschaft von Meursault und Monthelie verfügt über 135 ha Anbaufläche. Etwa 65 % des erzeugten Weins ist Rotwein, fast ausschließlich aus Pinot noir, aber mit Zusätzen von Pinot Liébault und Pinot gris. Ein kleiner Teil des Rotweins wird auch unter der Appellation Auxey-Duresses-Côte de Beaune verkauft. Die anderen 35 % entfallen auf Weißwein, gekeltert aus Chardonnay mit Zusatz von Pinot blanc. Auf 32 ha Rebfläche werden neun Premiers Crus erzeugt, von denen als wichtigste Les Bréterins, Climat du Val, Les Duresses, Les Ecusseaux und Reugne zu nennen sind.

## Sehenswürdigkeiten
- Kirche Saint-Martin mit Marientriptychon aus dem 16. Jahrhundert
- Fragmente gallorömischer Bauwerke und Mosaiken.
- Château de Digoine: Das Gebäude mit dem Turm stammt aus dem 15. und 19. Jahrhundert, es ist von einem Park umgeben.
- Château de Melin: Das Gebäude mit vier Türmen und einer Kapelle wurde im 16. Jahrhundert erbaut.
- Moulin-aux-Moines: Zum Teil mittelalterliche Gebäude mit Kellern aus dem 10. und 12. Jahrhundert; alte Wassermühle; Taubenhaus aus dem 17. Jahrhundert; Haus der Armbrustschützen; Backofen aus dem 18. Jahrhundert mit Lava gedeckt.

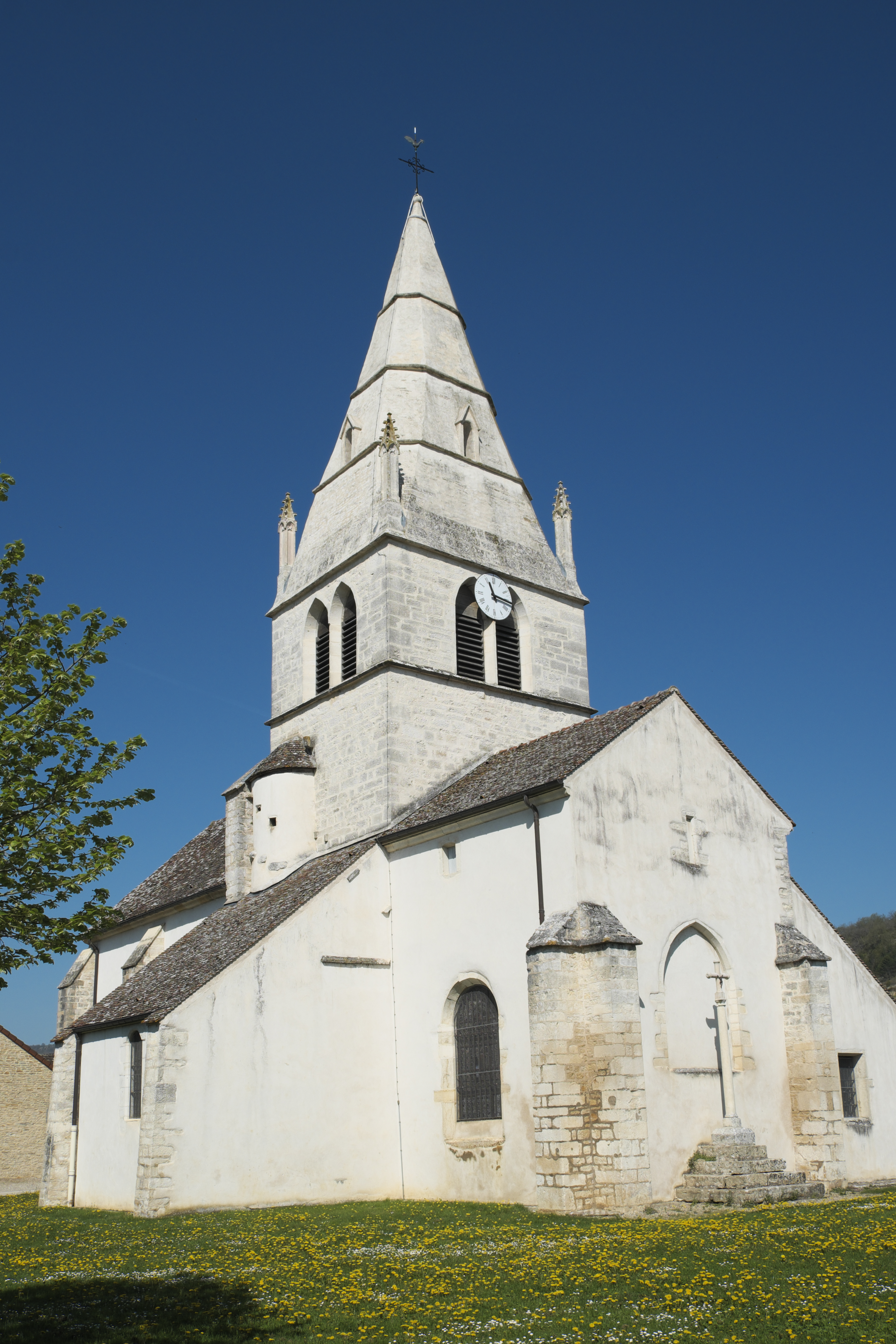
Pfarrkirche Saint-Martin
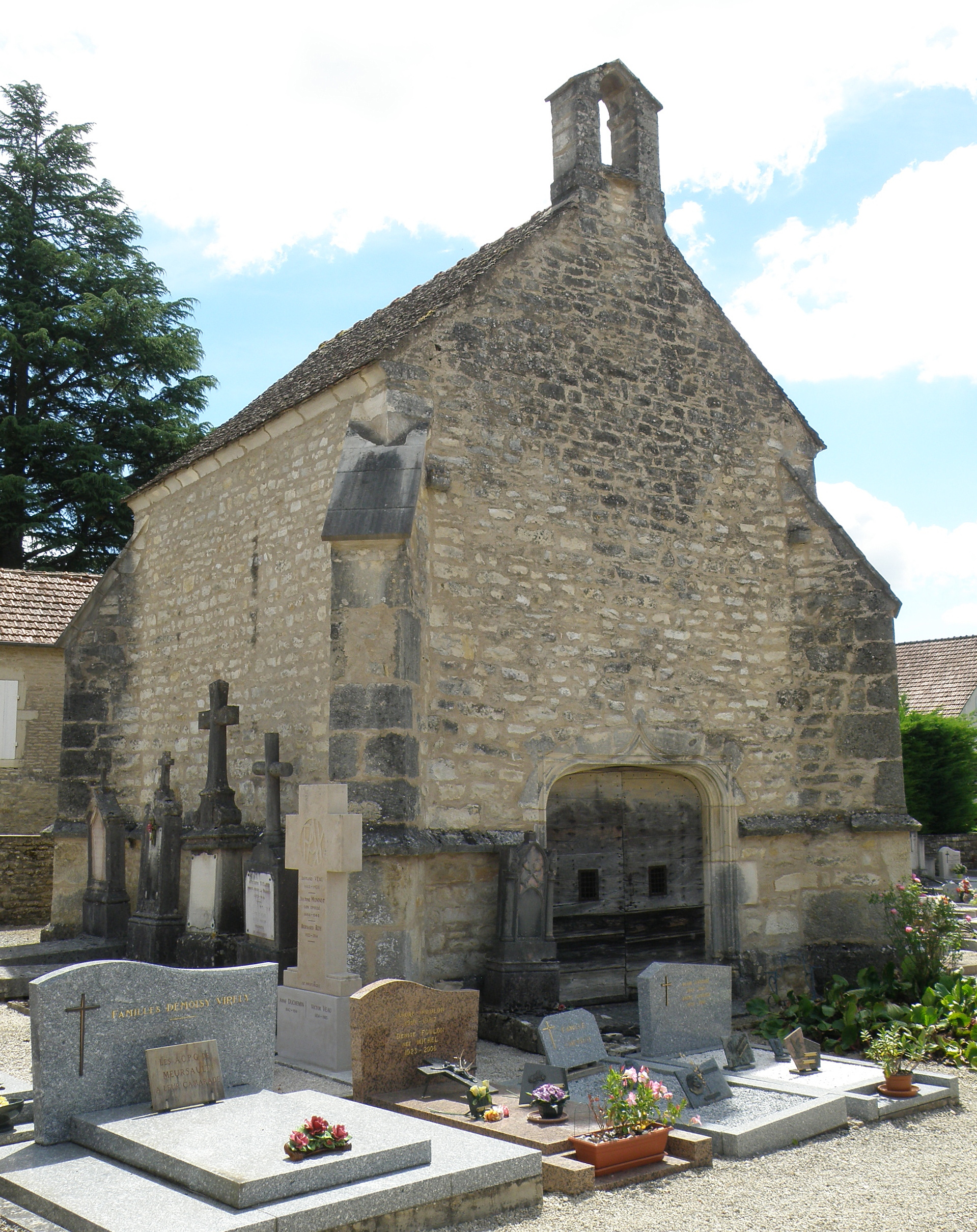
Friedhof und Kapelle Notre-Dame-de-Piété
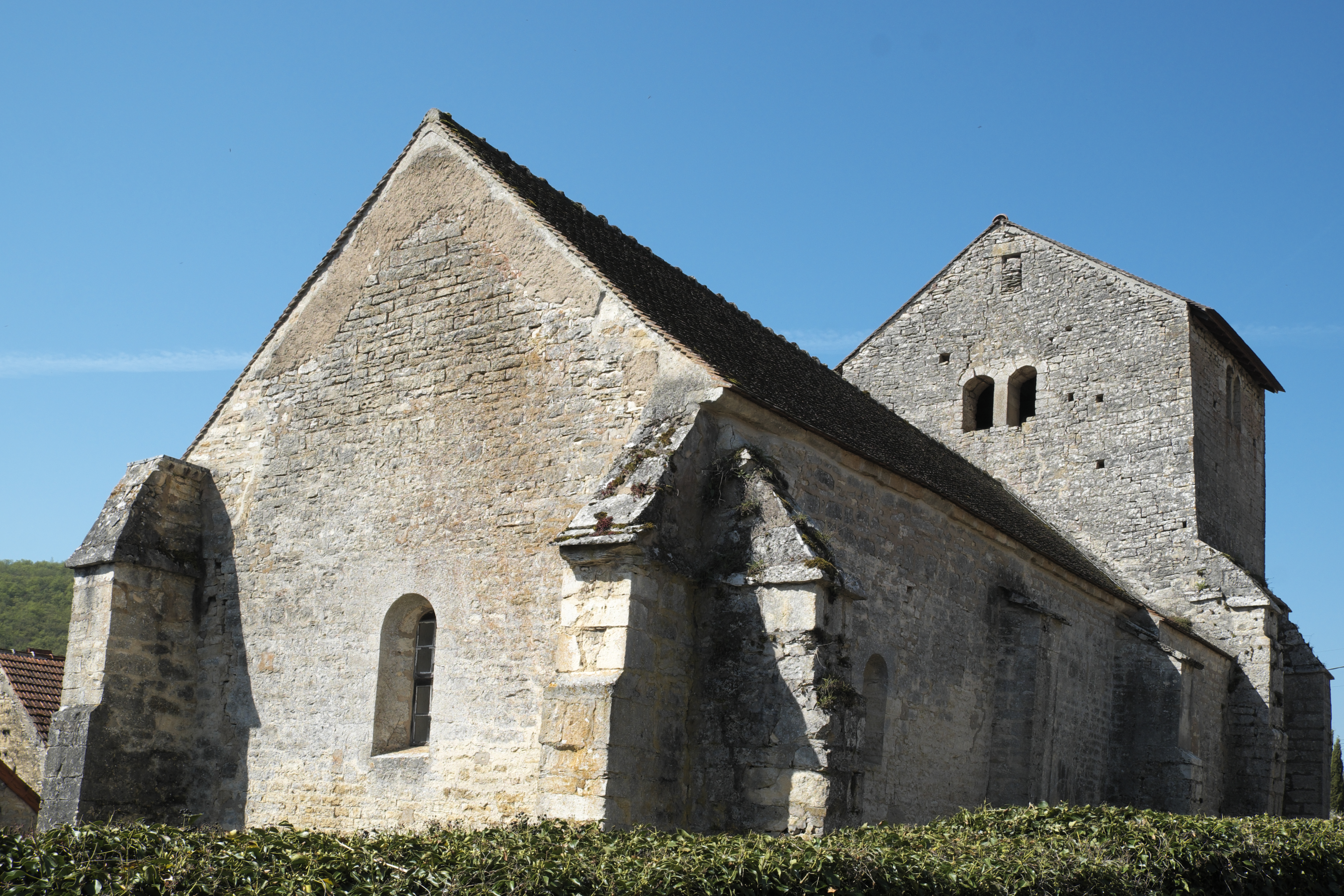
Romanische Kirche Saint-Symphorien in Auxey-le-Petit